# Minima&moralia
minima et moralia è un blog letterario italiano «il cui obiettivo dichiarato è la condivisione culturale, la libera circolazione dei testi e delle idee».

## Storia
Nato nel 2009 nell'ambito della casa editrice romana minimum fax si è successivamente slegato, evolvendosi in un progetto indipendente dove scrivono anche autori esterni alla casa editrice, tra i quali si ricordano: Christian Raimo, Christian Caliandro, Claudio Morici, Gianluigi Ricuperati, Gianni Mura, Lea Melandri, Massimo Recalcati, Nicola Lagioia, Paolo Cognetti, Tomaso Montanari, Vanni Santoni, Giorgio Vasta, Matteo Nucci, Paolo Landi.